# NGC 4536
NGC 4536 este o intermediate spiral galaxy⁠(d) situată în constelația Fecioara. A fost descoperită în 24 ianuarie 1784 de către William Herschel. Se află la o distanță de 14,45 megaparseci de Pământ.